# Lorna Wing
Pour les articles homonymes, voir Wing.
Lorna Wing, née le 7 octobre 1928 et morte le 6 juin 2014, est une psychiatre britannique spécialiste de l'autisme.
Docteur en psychiatrie et travailleuse sociale en milieu psychiatrique, membre du Scientific staff of the Medical Research Council’s Social Psychiatry jusqu'à son retrait en 1990, ses recherches concernent les désordres du spectre autistique et les difficultés d'apprentissage. Elle est psychiatre consultante de la National Autistic Society’s au Centre for Social and Communication Disorders, et elle-même mère d’un enfant autiste (sous la forme typique de l'autisme de Kanner).

## Travaux
Lorna Wing publie en 1964 Les enfants autistes, le premier d'une longue série d'ouvrages courts publiés par des associations d'aide. Mais son ouvrage de vulgarisation de référence parait en 1972 sous le titre Les enfants autistes, un guide pour les parents qui sera traduit en de nombreuses langues et réédité de multiples fois. Elle redéfinit alors le profil classique de l'autisme comme il était défini dans ces années là.
En 1977, Lorna Wing et Judith Gould commencent une étude basée à l'hôpital Maudsley de Londres. Cette étude, qui consistera à recueillir des données sur 914 enfants dans le district de Camberwell, s'étendra jusqu'en 1979 et permettra de définir les critères futurs de la triade de Wing, ou triad of impairments.
Mais elle se fait surtout connaitre en 1981, quand elle réactualise le travail de Hans Asperger datant de 1943 mais peu diffusé, en publiant un compte-rendu des travaux réalisés et une proposition pour définir un syndrome d'Asperger, sur la base de la description de 34 cas. 
Les cas sont empruntés à Hans Asperger ou proviennent de sa propre clinique. À partir de cette publication, la communauté internationale (surtout dans les pays anglo-saxons) va multiplier les recherches et les travaux pour tenter d'identifier le syndrome d'Asperger et pour le positionner dans les classifications par rapport à l'autisme de Kanner.
Dès 1982, elle écrit sur l'idée d'une continuité entre l'autisme de Kanner reconnu et d'autres formes qui n'étaient jusqu'alors absolument pas assimilables. Elle écrira plus tard ainsi avoir ouvert une boite de Pandore en présentant le syndrome d'asperger mais ne le regrette pas et elle continue à rendre compte de l'évolution des critères de définition de l'autisme, par exemple en 2007 dans la revue Nature.
En 1983, en collaboration avec E. Burgoine, elle présente trois caractères plus récurrents dans le syndrome d'Asperger et dans les troubles autistiques. C'est l'origine de l'idée d'une triade autistique, ultérieurement largement reconnue et utilisée notamment dans les critères d'identification. C'est également un des maillons qui permet de parler de spectre autistique, une terminologie qui ne s'est diffusée que dans les années 1990 et qu'elle a reprise comme titre de l'un de ses livres paru en 2001.
En 2006, Lorna Wing publie dans une revue de médecine départementale et de neurologie de l'enfant l'article Autisme, un désordre neurologique des premiers stades de développement du cerveau, rendant compte des découvertes les plus récentes sur les causes de l'autisme.

### Publications scientifiques
- (en) 1971, avec John K. Wing, Multiple impairments in early childhood autism  (dans Caption title. From: Journal of autism and childhood schizophrenia ; v. 1, no. 3 (1971) p. 256-266.)
- (en) 1979, avec J. Gould, J. Severe Impairments of Social Interaction and Associated Abnormalities in Children: Epidemiology and Classification Journal of Autism and Developmental Disorders, 9, p. 11-29.
- (en) 1980 Childhood Autism and Social Class: a Question of Selection?, British Journal of Psychiatry, 137, p. 410-417.
- (en) 1981 , Asperger's Syndrome: a Clinical Account "Asperger's Syndrome: a Clinical Account", Psychological Medicine, 11, p. 115-130. (texte sur internet) ISSN 0028-0836
- (en) 1983 avec E. Burgoine, Identical triplets with Asperger's Syndrome, British Journal of Psychiatry, 143, p. 261-265.
- (en) 1987 Wing, avec A. Attwood, Syndromes of Autism and Atypical Development, dans Handbook of Autism and Pervasive Disorders (Cohen & Donnellan), New York, John Wiley & Sons.
- (en) 1991, The Relationship Between Asperger's Syndrome and Kanner's Autism, (dans Autism and Asperger Syndrome Frith, U, Cambridge, Cambridge University Press).
- (en) 1992, Manifestations of Social Problems in High Functioning Autistic People, (dans High Functioning Individuals with AutismSchopler, E. & Mesibov, G. (eds.), New York, Plenum Press.)
- (en) 1996, Autistic spectrum disorders, ISSN 0959-8138 (BMJ : British medical journal / 312, no. 7027, (1996): 327)
- (en) 2005, Reflections on Opening Pandora's Box, ISSN 0162-3257 (dans Journal of Autism and Developmental Disorders, v35 n2 p. 197-203 Apr 2005)
- (en) 2006 Autism: A Neurological Disorder of Early Brain Development, ISSN 0012-1622 (dans Developmental Medicine & Child Neurology, 48, no. 10 (2006): 862)
- (en) 2007 The changing view of autism, ISSN 0028-0836 (Nature. 446, no. 7132, (2007): 141)

### Publications de vulgarisation
- (en) 1964, p. 52. 8o. dans Autistic Children de la "National Association for Mental Health (Great Britain)" (illustration J.K wing) (numéro OCLC 223212483)
  - 1967 Trad. Lise-Monique Naves-Yersin les enfants autistes ed. Fédération suisse des Associations de parents d'enfants mentalement handicapés, (Numéro OCLC 83958537).
  - autre traduction en Français Les Enfants autistes ..., Association au service des inadaptés ayant des troubles de la personnalité (31 pages), (numéro OCLC  5989937)
- (en) 1966, avec Malcolm Harold Lader, Lader Physiological Measures, Sedative Drugs and Morbid Anxiety, London, Oxford Univ. Press, 1966, Collection Maudsley monographs, no. 14, (Numéro OCLC 14474270)
- (en) 1969, The handicaps of autistic children : a comparative study, Journal of child psychology and psychiatry and allied disciplines ; v. 10 (1969) (40 pages)
- (en) 1969, Children Apart: Autistic Children and Their Families, éd The Autism Society of America, mise à jour 1991 (Numéro OCLC 27858377)
  - trad. André Favreau Des enfants à part : les enfants autistiques et leur famille
- (en) 1975, What is Operant Conditioning?
- (en) 1979 Services for adolescents and adults with early childhood autism and allied conditions, National Society for Autistic Children (Gr. Brit.) (numéro OCLC 16586651)
- Feeding problems, Feeding problems, National Society for Autistic Children, (Numéro OCLC 16586664)
- (en) 1982, The handicaps of autistic children National Society for Autistic Children, Londres (numéro OCLC 32699490)
  - (en) 1993, autre titre Autistic Spectrum Disorders: an Aid to Diagnosis, National Autistic Society, Londres
  - (en) 1996, autre titre Autistic continuum disorders : an aid to diagnosis, National Autistic Society, Londres (numéro OCLC 59013447)
- (en) 2002, Smiling at Shadows: a Mother's Journey Raising an Autistic Child (with Junee Waites, Helen Swinbourne).

### Préfaces
- (en) 1997, Tony Attwood Asperger's Syndrome: À Guide for Parents and Professionals., Londres, Jessica Kingsley Publishers  (ISBN 978-1853025778).
- (en) 2007, Yuko Yoshida How to be yourself in a world that's different, an Asperger's syndrome study guide for adolescents Jessica Kingsley Publishers  (ISBN 9781843105046)